# Ole Falkentorp
Johannes Oluf Ole Falkentorp (født 18. februar 1886 i København, død 21. august 1948 i Tranebjerg, Samsø) var en dansk arkitekt, hvis byggerier i nyklassicisme og funktionalisme stadig er en markant del af især Københavns bybillede.
Forældrene var arkitekt, professor, kongelig bygningsinspektør, etatsråd Albert Jensen og Caroline Sophie Jensen, født Nebelong (datter af arkitekten N.S. Nebelong). Han tog navneforandring til Falkentorp 1899. Har var en oprørsk natur og ændrede ikke blot sit navn, men afstod også fra at tage sin uddannelse på Kunstakademiet, hvor historicismen stadig var en dominerende strømning, og hvor hans far var en ledende skikkelse. Han gik derfor i stedet på Teknisk Skole i tre år og blev murersvend 1905. 1905-06 rejste han som svend i Europa.
Han var blandt de stiftende medlemmer af Den frie Architektforening i 1909. Arnestedet for denne bevægelse var Heinrich Wencks DSB-tegnestue, og her mødte han Carl Petersen og Povl Baumann, som han senere samarbejdede med.
Hans arkitektur udviklede sig fra en streng nyklassicisme (den ikoniske Classens Have-bebyggelse) til en funktionalisme, der var kompromisløs og fremadskuende i forhold til samtiden. Det kobberbeklædte kontorhus Ved Vesterport og det elegante Hotel Astoria over for er eksempler på denne fase.
Han medvirkede på Den frie Architektforenings udstilling 1915 og på Kunstnernes Efterårsudstilling 1920. Han udstillede også i Berlin og London. 
Falkentorp var gift 1. gang med senere prokurist Hella Cecilia Mørch (16. september 1898 i København – 9. august 1952 samme sted), datter af maskinmester Aksel Mørch og Hedvig f. Winther. Ægteskabet blev opløst og han blev gift 2. gang 10. februar 1928 på Frederiksberg med Inger Johanne Frede Elisabeth Gregersen (17. februar 1904 i København – 9. april 1952 samme sted), datter af civilingeniør, senere direktør Gunnar Gregersen og mag.art. Johanne Salomon. Han er begravet på Langør Kirkegård på Samsø.

## Værker
- 4 villaer på Henningsens Allé 58, 60, 66 og 68, Hellerup (1919)
- Villa Ebbasgave, Gl. Strandvej 217, Tibberup (1919-20, sammen med Thorkild Henningsen, nedrevet 1972)
- Fabriksanlæg for Skandinavisk Frøkompagni, senere Henkel, Carl Jacobsens Vej 29-37, Valby (1918-19, sammen med F. Freese, vinduer ændret)
- Boligkarreen Classens Have, Classensgade/Strandboulevarden/Arendalsgade/Livjægergade, København (1922-24, sammen med Carl Petersen, Povl Baumann og Peter Nielsen, fredet)
- Avlsgården Conradsfeldt (1918-19)
- Avlsgården Breinholt ved Struer (1920'erne)
- Avlsgården Frihedslund ved Sæby, Sjælland
- Avlsgården Falkenhøj ved Sæby, Sjælland
- Villa på Dalgasvej, København (1924)
- Skovlæet 3-10, Studiebyen, Hellerup (1924, sammen med Peter Nielsen)
- Kontorbygningen Ved Vesterport, Vesterbrogade/Meldahlsgade/Gammel Kongevej/Trommesalen, København (1930-32, sammen med Povl Baumann, præmieret)
- Villa på Kastanjevej 7, Rungsted (1933)
- Hotel Astoria for DSB, Banegårdspladsen, København (1934-35)
- Hornbæk Badehotel, Hornbæk (1934-35)
- Baghus i jernbeton, Nygade 5A, København (1935)[2]
- Villa Tirsbakke for lensgreve, ambassadør Eduard Reventlow, Øvrevænget 4, 3220 Tisvildeleje (1936-37)[3]
- Boligbebyggelsen Bremergården, København (1936-37)
- Boligbebyggelsen Enggården, København (1936-37)
- Boligbebyggelsen Hammelstrupgård, København (1938-39)
- Boligbebyggelsen Kongens Vænge I og II, København (1938-39)
- Boligbebyggelsen Andebakkegården, Ved Andebakken/Smallegade/Howitzvej, Frederiksberg (1941-42, vinduer ændret)
- Kontorhus Skt. Annæ Palæ, Store Kongensgade/Dronningens Tværgade, København (1943-44)
- Hotel Codan, Sankt Annæ Plads, København (1948-50, sammen med Ole Buhl og Harald Petersen)
- Villa,Kratbjergvej 9, Allerød (1935)

### Restaurerings- og ombygningsopgaver
- Ombygning af Nybrogård, Kongens Lyngby (1913-14, sammen med Ejler Boserup)
- Ombygning af villa på Christiansholmsvej, Ordrup (som foranstående)
- Restaurering af Frydenlund ved Vedbæk (1930)
- Modernisering af landstedet Ørehøj for grosserer Børge Strand, Ved Ørehøj 2, Hellerup (1941)

### Projekter
- Frihedsstøttens genoprejsning (1911, sammen med Carl Petersen)
- H.C. Andersen-monument (1938, 1. præmie, sammen med Mogens Lassen og C.Th. Sørensen)